# تاتوایدریس
تاتوایدریس (نام علمی: Tatuidris tatusia) نام یک گونه از تیره مورچه است.